# Robert Bulwer-Lytton, 1:e earl av Lytton
Edward Robert Bulwer-Lytton, 1:e earl av Lytton, förste Earl av Lytton, född 8 november 1831 i London, död 24 november 1891 i Paris, var en engelsk diplomat och skald, son till Edward Bulwer-Lytton, 1:e baron Lytton.

## Biografi
Lytton beträdde 1850 som attaché i Washington, D.C. den diplomatiska banan, på vilken han därefter i egenskap av efter vartannat attaché, legationssekreterare och chargé d'affaires förflyttades från den ena platsen till den andra:
Florens (1852), 
Paris (1854), 
Haag (1856), 
Sankt Petersburg (1858),
Konstantinopel (s.å.), 
Wien (1859),
Köpenhamn (1863), 
Aten (1864), 
Lissabon (1865),
Madrid (1868), 
Wien (s.å.) och 
Paris (1873).
Lytton, som 1873 vid faderns död ärvde titeln baron Lytton, utnämndes 1874 till sändebud i Lissabon. I januari 1876 utnämndes han genom Beaconsfields inflytande till vicekung av Indien. Under de fyra år Lytton innehade detta ämbete verkställde han drottning Viktorias utropande till kejsarinna av Indien (i Delhi 1 januari 1877), hade att kämpa mot två gånger inträffande hungersnöd och ledde underhandlingarna med Sjir Ali Khan samt förberedelserna för de två fälttågen mot Afghanistan 1878-1880. När ett liberalt kabinett med Gladstone i spetsen åter kom till styret 1880, begärde Lytton avsked, vid vilket tillfälle han upphöjdes till earl. Under de närmaste åren levde han på sitt gods Knebworth till 1887, då han utsågs till ambassadör i Paris, där han stannade till sin död. 
Under pseudonymen Owen Meredith utgav Lytton åtskilliga skönlitterära arbeten: Clytemnestra, and other poems (1855), The wanderer (1858), Lucile (1860), Serbski pesme, or national songs of Serbia (1861), Tannhäuser (1861), romanen The ring of Amasis (1863), Chronicles and diameters (1867), Fables in song (2 bd, 1874), Glenaveril, or the metamorphoses (1885) m.m. 
Efter hans död utgavs Marah (1892) och Ring Poppy (s.å.). Andra postuma arbeten finns i Selections (1894), liksom The personal and literary letters of Robert, first earl of Lytton (1906), utgivet av hans dotter lady Betty Balfour. Dessutom skrev Lytton en ofullbordad levnadsteckning över sin fader.